# Elecciones legislativas de Polonia de 1985
Las elecciones parlamentarias se celebraron en Polonia el 13 de octubre de 1985. Según la Constitución de 1952 las elecciones deberían haberse celebrado cada 4 años, que es en la primavera de 1984, pero dado que la situación política interna todavía se consideraba "inestable" incluso después de la derogación en 1983 de la Ley marcial, el Sejm votó para extender su propia término al principio indefinidamente (el 13 de febrero de 1984) y luego hasta el 31 de agosto de 1985 (el 3 de diciembre de 1984), arreglando las elecciones que se celebrarán no más allá de fines de 1985. Como fue el caso en elecciones anteriores, solo los candidatos aprobaron por el régimen comunista (fusionado bajo el Movimiento Patriótico para el Renacimiento Nacional, reemplazando el similar Frente de Unidad Nacional) estaban permitidos en la boleta. Por lo tanto, el resultado no estaba en duda, sin embargo, el régimen esperaba una gran participación, que luego podría reclamar como evidencia de un fuerte apoyo al gobierno entre la población. La oposición del movimiento Solidaridad pidió un boicot a las elecciones. Según cifras oficiales, el 78,9% del electorado votó. Esta participación, aunque relativamente alta, fue mucho menor que la participación del casi 100% que se informó en elecciones anteriores.
Los resultados, como con las otras elecciones en la Polonia comunista, fueron controlados por el gobierno comunista. Los resultados de las elecciones de 1985 estaban duplicando, exactamente, los resultados de las elecciones de 1965 a 1972, que solo eran marginalmente diferentes de los de los años anteriores.
Fueron las últimas elecciones en la Polonia comunista en las que no se permitió la participación de candidatos reales de la oposición. Las siguientes elecciones en 1989, en las que los partidos de oposición podían presentar candidatos para una parte de los escaños, dieron como resultado una victoria convincente de la oposición seguida de la caída del sistema comunista.

## Resultados
| Partido                                             | Partido                         | Votos      | %    | Escaños | +/– |
| --------------------------------------------------- | ------------------------------- | ---------- | ---- | ------- | --- |
| Movimiento patriótico para el Renacimiento Nacional | Partido Obrero Unificado Polaco |            |      | 245     | –16 |
| Movimiento patriótico para el Renacimiento Nacional | Partido Campesino Unificado     | 106        | –7   |         |     |
| Movimiento patriótico para el Renacimiento Nacional | Partido Demócrata de Polonia    | 35         | –2   |         |     |
| Movimiento patriótico para el Renacimiento Nacional | Independientes                  | 74         | +25  |         |     |
| Votos en blanco                                     | Votos en blanco                 |            |      | –       | –   |
| Votos inválidos                                     | Votos inválidos                 | 65,096     | –    | –       | –   |
| Total                                               | Total                           | 20,554,182 | 100  | 460     | 0   |
| Votantes registrados                                | Votantes registrados            | 26,065,497 | 78.9 | –       | –   |
| Fuente: Nohlen & Stöver                             |                                 |            |      |         |     |